# Danish Air Transport
Danish Air Transport (юридическое название Danish Air Transport A/S, сокращенно DAT) — датская региональная авиакомпания, обеспечивающая регулярные и чартерные рейсы внутри Дании и в ряд европейских стран, а также занимающаяся грузоперевозками.
Штаб-квартира компании расположена в городе Вамдруп, Южная Дания.

## История
Авиакомпания была основана в 1989 году как грузовая авиакомпания. В 1994 году компания также приступила к выполнению чартерных рейсов, а в 1996 году начала выполнять регулярные авиарейсы внутри Дании, а также ряд рейсов в Норвегию. В активе компании ряд примечательных акций, так, в первые годы своего существования компания выступала транспортным партнером ралли «Дакар». В 2003 году компания приобретена литовской авиакомпанией DOT LT.

## Маршрутная сеть

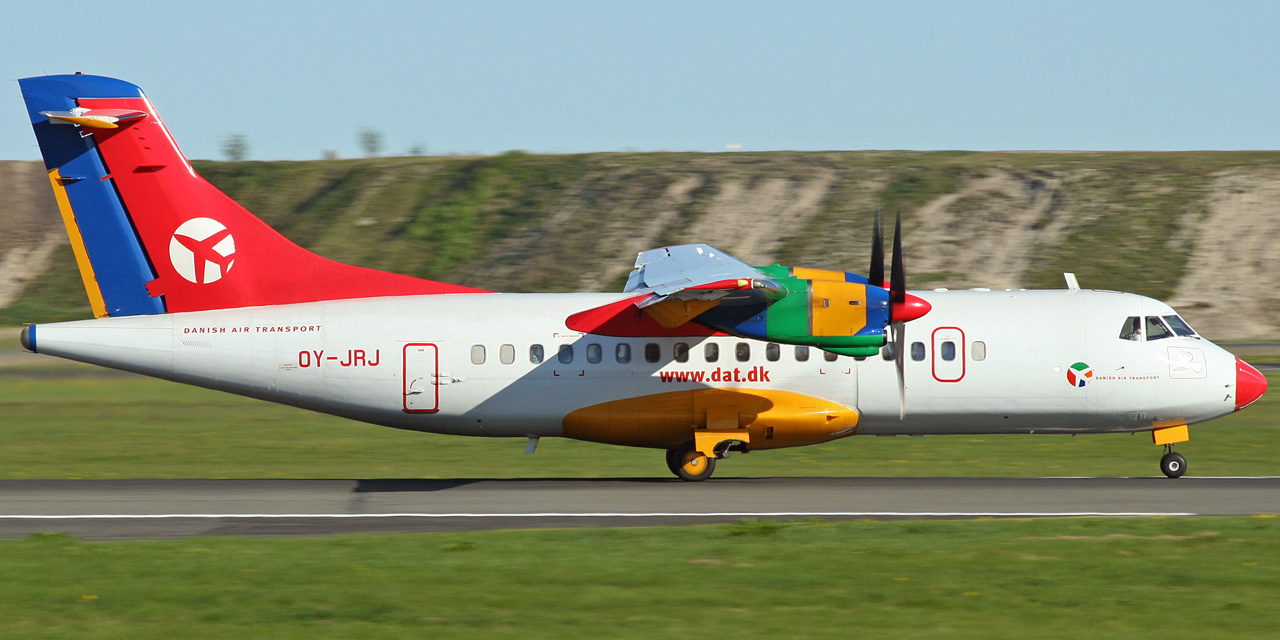
ATR 42-300 Danish Air Transport в Копенгагене

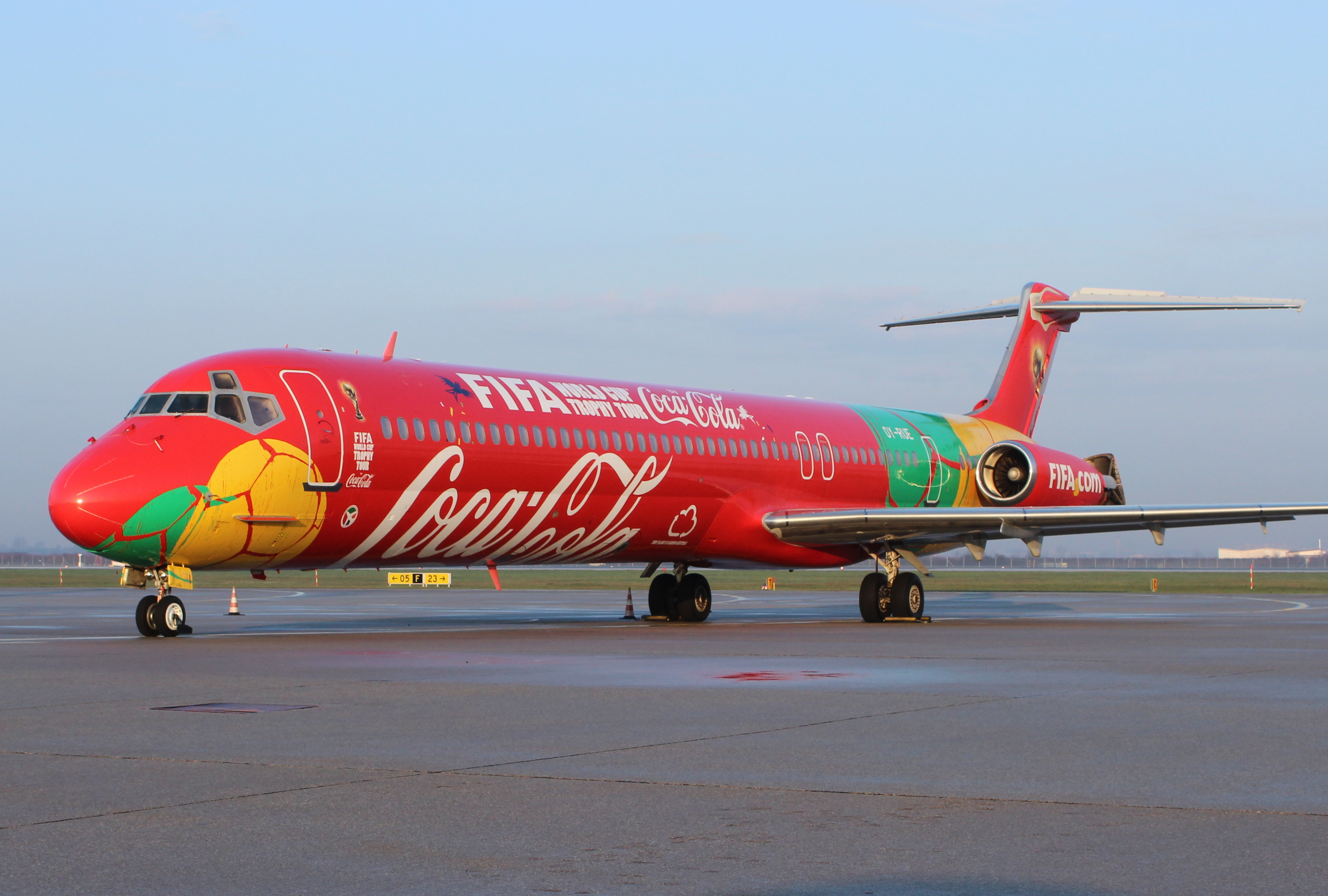
McDonnell Douglas MD-83 в специальной ливреи к Чемпионату мира по футболу 2010

Авиакомпания Danish Air Transport выполняет рейсы в следующие города:
 Дания
- Биллунн — Аэропорт Биллунн
- Борнхольм — Аэропорт Борнхольм
- Копенгаген — Аэропорт Копенгаген Каструп
- Каруп — Аэропорт Каруп
- Оденсе — Аэропорт Оденсе (сезонный летний)
- Эсбьерг — Аэропорт Эсбьерг

 Германия
- Берлин — Аэропорт Берлин-Тегель

 Италия
- Неаполь — Аэропорт Неаполь (сезонный летний)

 Литва
- Вильнюс — Вильнюсский международный аэропорт

 Норвегия
- Осло — Аэропорт Осло, Гардермуэн
- Ставангер — Аэропорт Ставангер, Сола
- Стур — Аэропорт Стур

## Флот

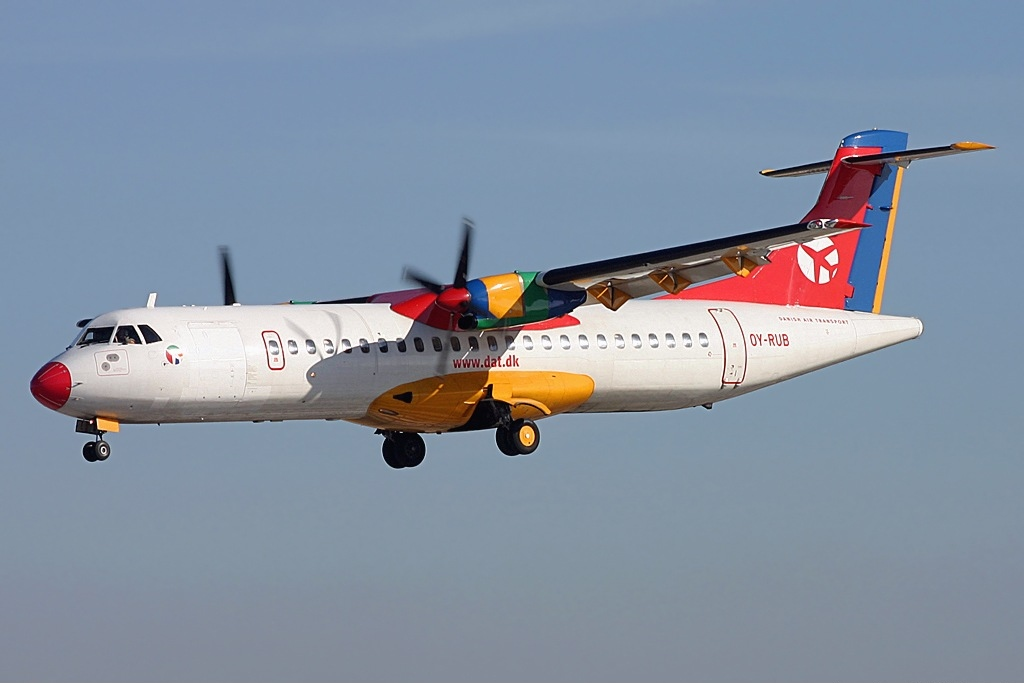
ATR 72-200 Danish Air Transport

По состоянию на август 2015 года средний возраст воздушных судов авиакомпании составлял 22,1 лет. Флот состоит из следующих типов самолётов: